# 가슴지느러미

10번의 지느러미가 가슴지느러미의 위치다.

가슴지느러미는 물고기의 가슴부위에 있는 양 옆에 있는 한 쌍의 지느러미다. 방향을 전환하고, 정지할 때 이용한다.

## 참고
망둑어 같은 물고기는 가슴지느러미를 이용해 걸어다니는 물고기도 있다.

## 같이 보기
- 배지느러미
- 기름지느러미